# Raging Spirits
Raging Spirits, située à Tokyo DisneySea, est une attraction de type montagnes russes avec looping unique, basées sur le thème de l'archéologie. Elle partage son principe avec Indiana Jones et le Temple du Péril du parc Disneyland, mais cette dernière possède une thématique sur Indiana Jones.

## Le principe
Le thème : la visite d'un temple en ruine redécouvert dans la jungle.
Après avoir escaladé l'imposant escalier flanqué de deux statues, le visiteur grimpe dans les wagonnets d'un train qui parcourt ce temple.
Le train prend de la hauteur grâce à un lift (système mécanique permettant la montée automatique des wagonnets) puis exécute quelques virages, descentes et montées, pour ensuite effectuer une grande "chute" et enchaîner le looping à l'intérieur du temple. Quelques virages encore, et les wagonnets s'arrêtent dans la salle d'embarquement.
Le looping est peu visible dans l'attraction. C'est seulement au moment où la montée semble un peu longue que l'on s'aperçoit que l'on vient d'avoir la tête en bas.

## L'attraction
L'attraction a ouvert durant l'été 2005 à Tokyo DisneySea.
Elle reprend le trajet (layout) de Temple du Péril mais en ôtant la référence à Indiana Jones.
Cette attraction est située juste à côté du Temple of the Crystal Skull.
Voici la légende Disney associée :
Lors de recherches archéologiques, deux statues géantes furent trouvées. Mais leur restauration réveilla les esprits qu'elles contenaient. Depuis, l'idole du « Dieu de l'Eau » sous la forme d'un serpent crache continuellement de l'eau tandis que celle du « Dieu du Feu » est entourée par des flammes.
Cette attraction bénéficie du système FastPass
- Ouverture : 21 juillet 2005[1],[2]
- Constructeur : Walt Disney Imagineering, Intamin
  - Sous-traitant : Sansei Yusoki (en)
- Conception : Ingenieur Büro Stengel
- Longueur du parcours : 600 m
- Point culminant : 16 m
- Inversions : 1 de type Looping
- Vitesse maximale : 60 km/h
- Durée du parcours : 1 min 38 s
- Capacité : 1 300 personnes par heure
- Nombres de trains : 6
- Capacité maximum par train : 12 personnes
- Installation : 6 x 2 personnes
- Taille minimale requise pour l'accès : 1,17 m
- Type d'attraction : Montagnes russes à looping unique
- Situation : 35° 37′ 40″ N, 139° 52′ 51″ E